# Hilbersdorf (Vierkirchen)
Hilbersdorf (obersorbisch Hilbjercy) ist ein Ortsteil der sächsischen Gemeinde Vierkirchen im mittleren Teil des Landkreises Görlitz.

## Geographie
Hilbersdorf liegt westsüdwestlich der Königshainer Berge, durch die der gleichnamige Autobahntunnel mit der Bundesautobahn 4 (Abschnitt Bautzen–Görlitz) verläuft.
Das Waldhufendorf liegt im Tal des Forellenbaches und geht im Norden unmittelbar in den Nachbarort Arnsdorf über. Weitere umliegende Ortschaften sind Königshain im Osten, die Reichenbacher Ortsteile Mengelsdorf und Biesig im Süden sowie Dittmannsdorf und Krobnitz im Südwesten, und im Westen die Vierkirchener Ortsteile Döbschütz und Melaune.

## Geschichte
Urkundlich erstmals erwähnt wurde Hilbersdorff im Jahr 1419, rund ein halbes Jahrhundert nach dem nördlich benachbarten Arnoldisdorf, in das Hilbersdorf auch gepfarrt ist. Der Name und die Form als Waldhufendorf lassen auf eine deutsche Siedlung schließen. Gegen Ende des 16. Jahrhunderts verlief die sorbisch-deutsche Sprachgrenze direkt westlich von Hilbersdorf, in Meuselwitz und Krobnitz wurde bereits Sorbisch gesprochen.
Das Rittergut stieg im 17. und 18. Jahrhundert durch Bauernlegen zum größten Landbesitzer im Ort auf und besaß Mitte des 19. Jahrhunderts zwei Drittel der Gemarkung. Bereits gegen Ende des 18. Jahrhunderts gelangte Hilbersdorf an die Arnsdorfer Herrschaft. Die beiden Dörfer sollten gutsherrschaftlich bis zur Bodenreform nach dem Zweiten Weltkrieg zusammenbleiben.
Durch die Bodenreform wurde das Rittergut enteignet und die Flächen auf 41 Personen aufgeteilt. Nicht vergebene Flächen wurden zusammen mit dem Gutshof als Volkseigenes Gut bewirtschaftet.
Seit 1970 bildeten Arnsdorf und Hilbersdorf die Gemeinde Arnsdorf-Hilbersdorf. Im gleichen Jahr wurden die noch aktiven Steinbrüche in beiden Gemeindeteilen geschlossen. Die Görlitzer Kreisbahn, die seit 1904 auch durch Hilbersdorf fuhr, wurde 1972 eingestellt. Nach der Wende kam es zur Wiederaufnahme des Granitabbaus.
Die von Bevölkerungsrückgängen betroffenen Gemeinden Arnsdorf-Hilbersdorf, Buchholz und Melaune schlossen sich zum 1. Januar 1994 zur Gemeinde Vierkirchen zusammen.

### Bevölkerungsentwicklung
| Jahr | Einwohner |
| ---- | --------- |
| 1825 | 262       |
| 1871 | 285       |
| 1885 | 327       |
| 1905 | 276       |
| 1925 | 274       |
| 1939 | 279       |
| 1946 | 382       |
| 1950 | 392       |
| 1964 | 314       |
| 1999 | 222       |
| 2002 | 217       |
| 2008 | 210       |

Durch gutsherrliches Bauernlegen verringerte sich die Zahl der Bauern von 9 im 17. Jahrhundert auf gerade noch einen im Jahr 1777, dessen Stelle bis zum 19. Jahrhundert jedoch auch verschwand. Außerdem wurden 1777 bei der Landesexamination 18 Gärtner und 8 Häusler für Hilbersdorf gemeldet. Ein Teil der Gärtner und Häusler fand in den Steinbrüchen um Arnsdorf, Hilbersdorf und Königshain Arbeit.
Die Einwohnerzahl stieg in der zweiten Hälfte des 19. Jahrhunderts von 285 im Jahr 1871 auf 327 im Jahr 1885 an. Dem folgte ein Rückgang, so dass bereits 1905 die Einwohnerzahl nur noch bei 276 lag. Dieses Niveau veränderte sich bis zum Zweiten Weltkrieg nicht mehr.
Nach Kriegsende wurden Flüchtlinge und Vertriebene aufgenommen, und Land wurde vergeben. Dadurch stieg die Einwohnerzahl für einige Jahre dauerhaft um über 100 auf knapp 400 an. Bereits Mitte der sechziger Jahre war – wie auch im benachbarten Arnsdorf – ein starker Rückgang zu verzeichnen. Dieser Trend setzte sich auch nach dem Gemeindezusammenschluss in Arnsdorf-Hilbersdorf fort.
Um die Jahrtausendwende wurden für Hilbersdorf noch etwa 220 Einwohner verzeichnet.

### Ortsname
Urkundlich erwähnte Formen des Ortsnamens sind unter anderem Hilbersdorff (1419), Hilbrißdorff (1486), Hilbirsdorf (1543) und schließlich Hilbersdorf (1768).
Der Ortsname bezeichnet ein Dorf eines Hildebert, Hildebrand oder ähnlich. Die Siedlungsform lässt darauf schließen, dass besagte Person der Lokator der deutschen Siedler war.